# Ny Aurigae
Ny Aurigae (ν Aurigae förkortat Ny Aur, ν Aur), som är stjärnans Bayer-beteckning, är en dubbelstjärna i stjärnbilden Kusken. Den har den ljusstyrkan av 3,97. Med hjälp av parallaxmätningarna som gjordes under Hipparcosuppdraget kan avståndet till stjärnan uppskattas till ca 220 ljusår (67 parsek) med tio ljusårs marginal.

## Egenskaper
Ny Aurigae är en orange jättestjärna av spektraltyp K0.5IIICN0.5. Den misstänktes vara variabel men noggrannare mätningar har kunnat fastslå att den inte är variabel. Den ingår i röda klumpen, vilket anger att den genererar energi genom termonukleär fusion av helium i dess kärna.  Den har en massa som är ca 2,1 gånger solens massa, en radie som är ca 19 gånger solens radie och avger från dess fotosfär ca 135 gånger mera energi än solen vid en effektiv temperatur av ca 4 600 K.
Ny Aurigae är en astrometrisk dubbelstjärna med en misstänkt vit dvärg som följeslagare.  En stjärna av 10:e magnituden, separerad med 54,6 bågsekunder är en optisk följeslagare.